# إيفا اولسون
إيفا اولسون (بالسويدية: Eva Olsson)‏ هي متزحلقة سويدية، ولدت في 2 سبتمبر 1951 في ستوكهولم في السويد.

## وصلات خارجية
- إيفا اولسون على موقع أوليمبيديا (الإنجليزية)
- إيفا اولسون على موقع اللجنة الأولمبية السويدية (السويدية)